# Lake Lucerne
Lake Lucerne – obraz olejny na płótnie amerykańskiego malarza Alberta Bierstadta z 1858 roku, znajdujący się w zbiorach National Gallery of Art w Waszyngtonie.

## Historia
Albert Bierstadt odbył podróż po kontynencie europejskim, odwiedzając również Szwajcarię, w 1857 roku. Po powrocie do Ameryki zaprezentował na sezonowej wystawie w National Academy of Design w Nowym Jorku obraz Lake Lucerne, który zyskał uznanie i zapoczątkował jego karierę w ojczyźnie.
W 1858 roku obraz kupił kolekcjoner Alvin Adams. Obraz przechodził z rąk do rąk, by w 1990 roku zostać zakupionym na aukcji dla National Gallery of Art jako dar z okazji 50. rocznicy jej istnienia. Muzealny numer katalogowy: 1990.50.1. Dzieło Bierstadta jest prezentowane w ekspozycji stałej.

## Opis
Obraz o wymiarach 182,9 x 304,8 cm (w ramach 235,3 x 359,4 x 17,2 cm) jest sygnowany w dolnym prawym rogu: ABierstadt. / 1858. Artysta przedstawił pejzaż znad Jeziora Czterech Kantonów w Szwajcarii. Widoczna jest wieś Brunnen oraz alpejskie szczyty: Ematten, Oberbauen, Uri-Rotstock i w oddali Przełęcz Świętego Gotarda. Na obrazie ukazane zostały również: scena żniw, procesja i obozowisko cygańskie.

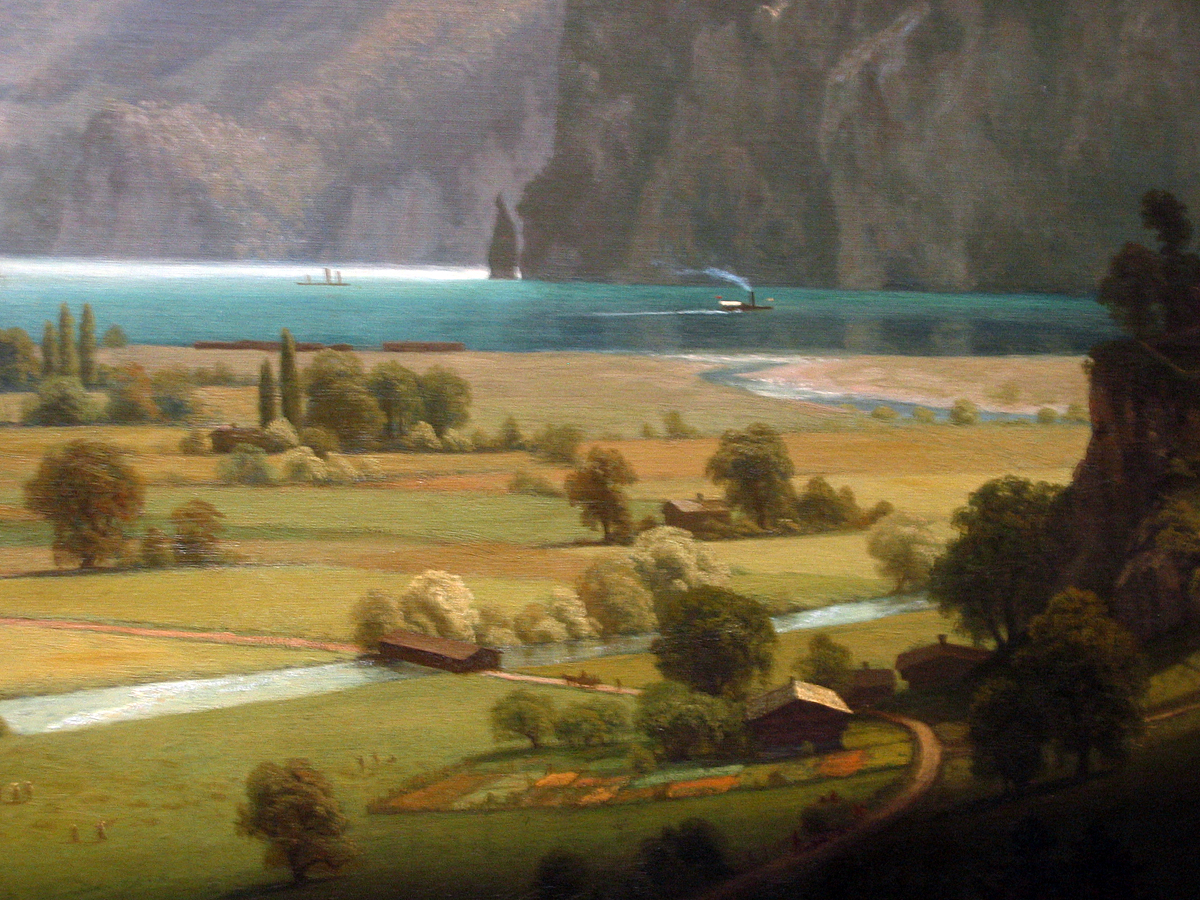
Fragment
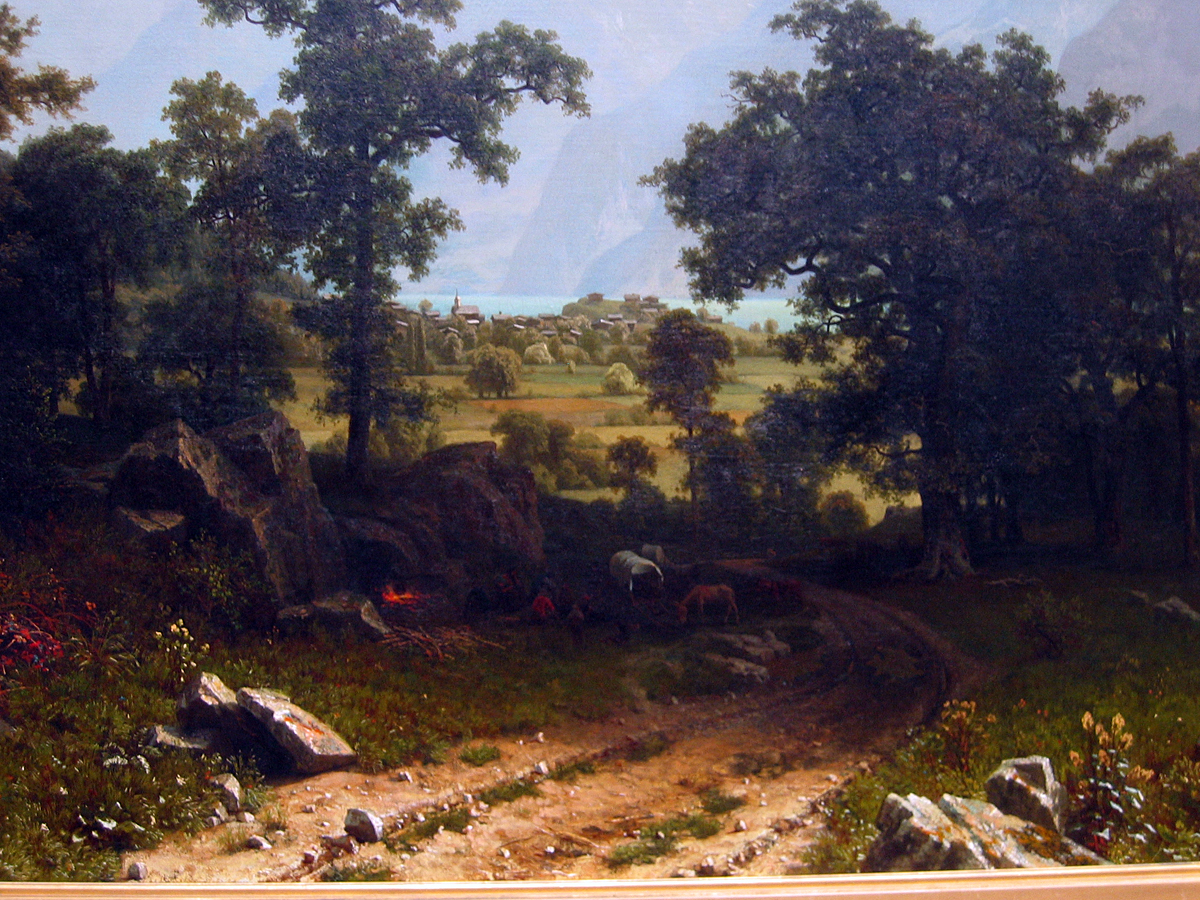
Fragment z taborem cygańskim